# Huerta de Abajo
Huerta de Abajo es una pedanía española, capital del municipio de Valle de Valdelaguna, perteneciente a la provincia de Burgos, en la comunidad autónoma de Castilla y León.

## Localización
Huerta de Abajo se encuentra a 79,2 km de la capital burgalesa. Su altitud sobre el nivel del mar es de 1166 m.

## Paisajes
Situado en plena comarca serrana. Posee paisajes de monte y una dehesa con robles centenarios. Se cogen setas. La localidad está dentro de los límites de la reserva regional de caza "Sierra de la Demanda".

## Trashumancia
Importante centro de la trashumancia en años pasados, mantiene relaciones de parentesco y amistad con la lejana provincia de Cáceres, lugar a donde sus gentes, pastores de muy alta jerarquía, acudían en los meses de invierno, para trasladarse en los veranos a los pastos de las montañas norteñas de Soria, Palencia, Burgos y Santander donde aprovechaban el pasto para satisfacer a sus reses. Los pastores fueros situándose, lo que provocó que muchas familias trashumantes tengan raíces en las dos zonas.

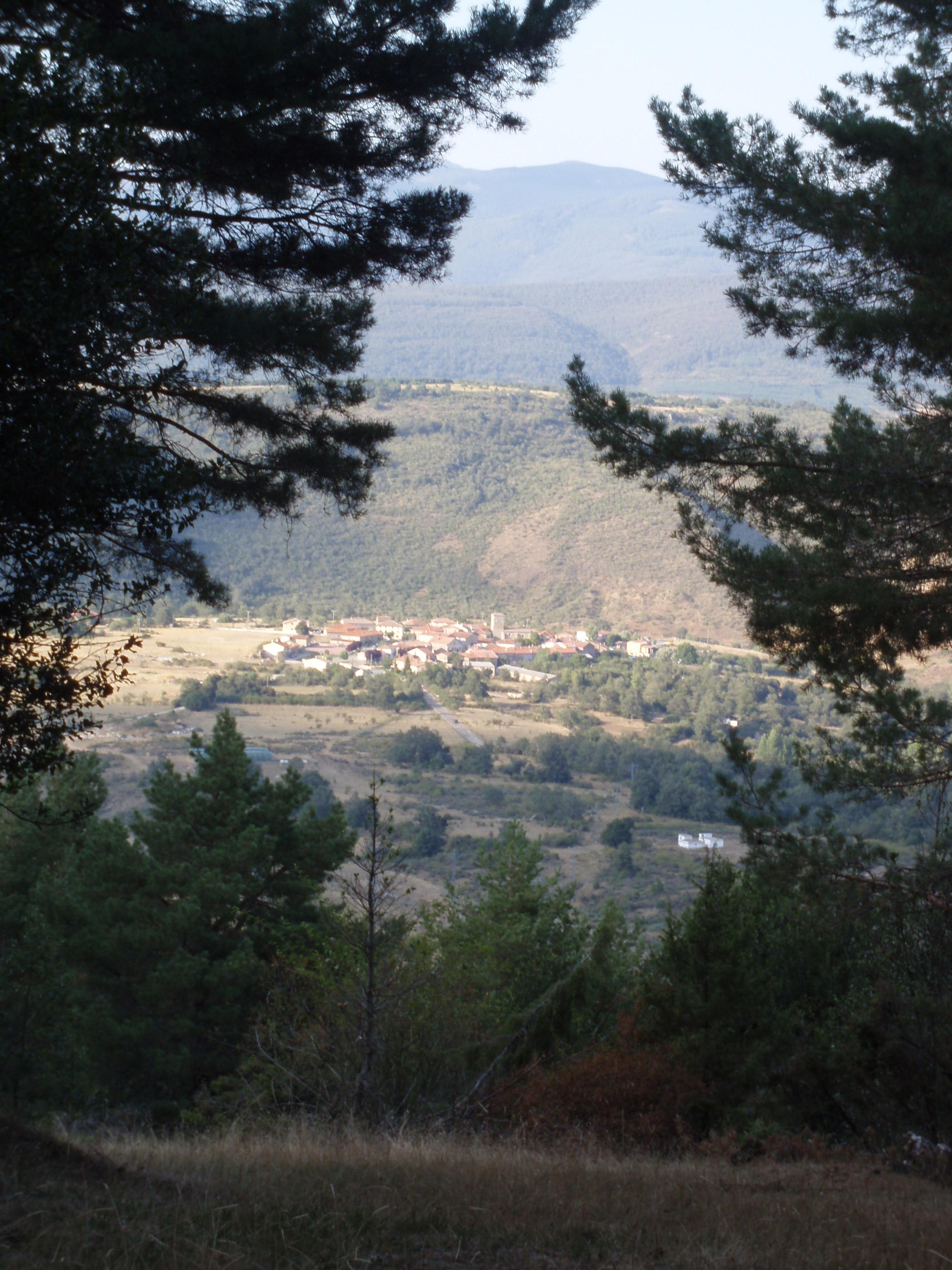
La Demanda desde las faldas de Gayubar

## Situación administrativa
En las elecciones locales de 2007 correspondientes a esta entidad local menor concurrieron sendas candidaturas: Marciano Sáinz Blanco (PSOE) y Miguel Ángel Salas González (PP), resultando este último elegido alcalde pedáneo.

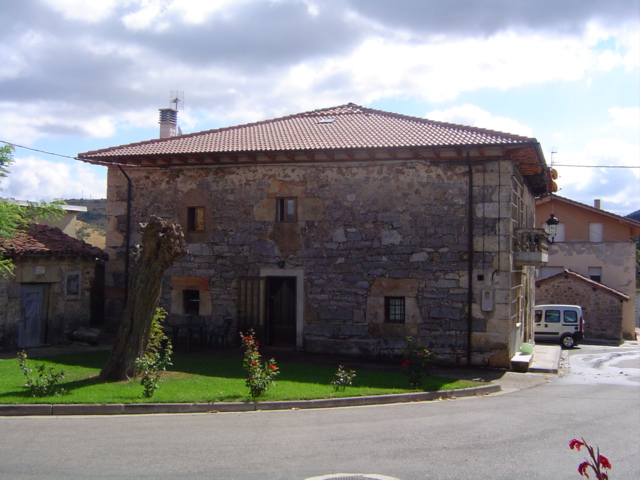
Una casa

## Historia

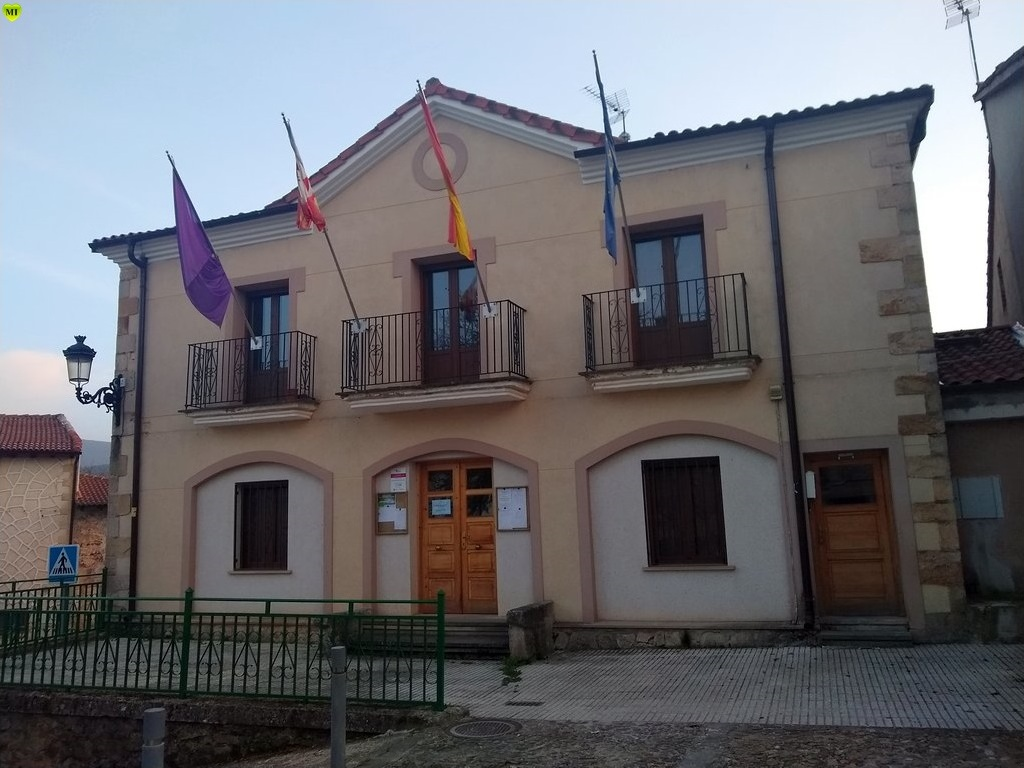
Casa consistorial

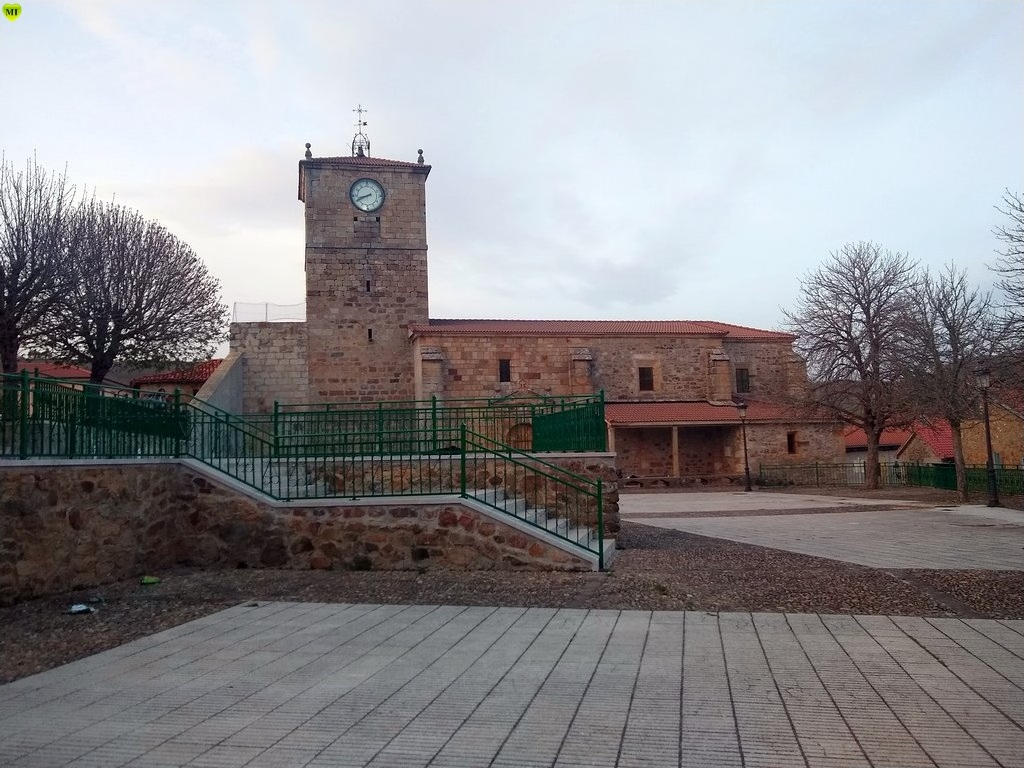
Iglesia de Santa Cristina y frontón

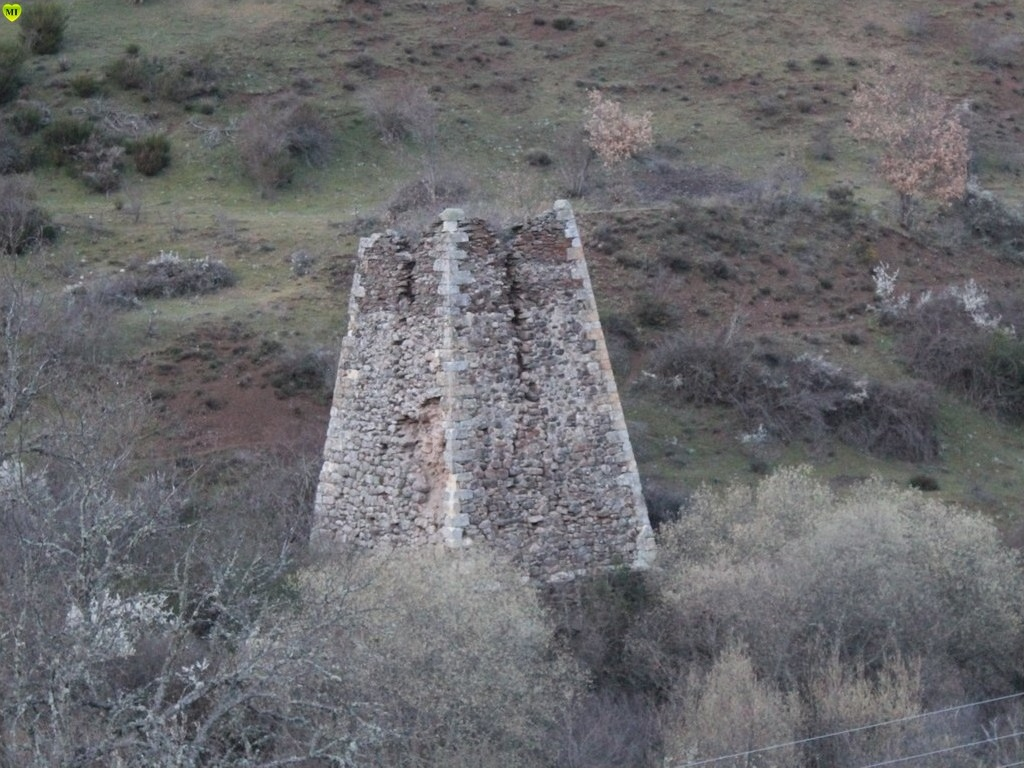
Ferrería

De la prehistoria han quedado vestigios que han contribuido a grandes descubrimientos arqueológicos. En primer lugar, habría que destacar los restos paleontológicos que los dinosaurios dejaron en estas tierras. Las famosas huellas de dinosaurio se extienden a lo largo y ancho de la geografía de los alrededores de la sierra de la Demanda, además de los muy numerosos restos de animales y plantas fosilizados que han perdurado hasta hoy en día.
El yacimiento arqueológico de Atapuerca, situado en la misma provincia, hace pensar que ya desde los tiempos del Homo antecessor estas tierras habían sido descubiertas y caminadas. La cultura material del Neolítico también es apreciable en los alrededores de este municipio, como son los hallazgos encontrados en Barbadillo del Mercado.
Con la llegada de los romanos a la zona de la Demanda, viene la fundación de la ciudad romana de Colonia Clunia Sulpicia, cuyos restos se pueden apreciar hoy en día. Esta localidad de la historia antigua se comunicaba con la gran Urbe, Roma, a través de una calzada que pasaba por donde hoy se establece el barrio antiguo de Huerta de Abajo, como queda demostrado con el puente que hoy en día sigue en pie. El grado de romanización de estos lugares fue bastante alto, aunque nunca perdieron sus señas de identidad, como así lo atestiguan documentos y escritos de época antigua. Esto hace que los pueblos que se fueron asentando a lo largo y ancho de la sierra de la Demanda, tengan muchas señas de identidad comunes.
La llegada de los musulmanes a la península ibérica y la conquista de estas tierras, establecerían un antes y un después en la historia del municipio. Antes de la llegada, el municipio se situaba en el actual emplazamiento de la Ermita de Vega, pero con la invasión musulmana y la huida de las continuas guerras, los habitantes de este pueblo situado en la campa de Vega se asentaron en las mesetas cercanas y crearon pequeños pueblos en torno a Vega. El emplazamiento de Huerta de Abajo, correspondía a las orillas del río Tejero, el cual con las grandes riadas provocadas por el deshielo, hizo que se trasladara el pueblo a un alto de una pequeña meseta a poca distancia. Según algunas de las fechas grabadas en las piedras de las casas y en la iglesia el traslado se produjo entre 1680 y 1708. Más tarde, con la ordenación municipal, todos los pueblos de la zona formaron el Valle de Valdelaguna. Actualmente, el Valle de Valdelaguna está formado. Por las Entidades Locales Menores de Huerta de Abajo, Tolbaños de Abajo, Tolbaños de Arriba, Quintanilla de Urrilla Vallejimeno y el Barrio de Bezares. 
Hasta 1789 la población hacía parte del partido de Aranda en la Jurisdicción de Valdelaguna, jurisdicción de realengo, con alcalde ordinario.
A la caída del Antiguo Régimen queda agregado al ayuntamiento constitucional de Valle de Valdelaguna, siendo en la actualidad sede del ayuntamiento, en el partido de Salas de los Infantes perteneciente a la región de Castilla la Vieja. Este momento es aprovechado por Huerta de Arriba para segregarse del Ayuntamiento del valle y formar un municipio por sí solo.

## Fiestas y costumbres

### Cabalgata de Sus Majestades de Oriente
Se trata de una cabalgata que es famosa en todos los alrededores del pueblo. La noche del 5 de enero, los habitantes de Huerta de Abajo, dibujan con fuego una gran estrella fugaz en la ladera del monte frente al pueblo, con el fin de atraer la atención de Sus Majestades de Oriente, que año tras año, descienden con antorchas desde la cima del monte, cruzando el valle y llegando hasta el municipio ante la atenta mirada de los más pequeños. En este momento, los habitantes forman un pasillo con antorchas guiando a Sus Majestades hasta el portal de Belén viviente que se sitúa en el sobreportal de la Iglesia del pueblo. A continuación, sus majestades entregan un pequeño presente a los pequeños huertanos.
También es famoso el nacimiento que hacen los habitantes y que se trata de mejorar cada año, haciendo que durante el invierno serrano los visitantes contemplen este Belén, el cual ha sido galardonado en varias ocasiones con los primeros premios en importantes concursos provinciales.

### Día del Voto
Es la primera fiesta que se celebra en el año y tiene lugar por parte únicamente de Huerta de Abajo. En este día, los huertanos se reúnen llegados de todos los puntos de la geografía nacional en la Ermita de Nuestra Señora de la Virgen de Vega para recordar el "voto" que hicieron los antepasados huertanos. Los habitantes de Huerta de Abajo, rogaron a la Virgen de Vega que les protegiera de una terrible gripe que asolaba la zona y que, tras este ruego, se esfumó.
La comida se celebra tradicionalmente en una chopera situada a los pies de la meseta de la ermita y al lado del río, en donde se juntan todos los habitantes del pueblo para comer y dejar al lado los problemas del día a día.

### Fiestas patronales: Santa Cristina y Santiago
Se festejan un fin de semana en el entorno de las fechas del 24 y 25 de julio. El 24 de julio se celebra Santa Cristina, patrona de Huerta de Abajo que da nombre a la Iglesia del Pueblo. Esto es celebrado con la concentración de todos los huertanos e incluso gente de los pueblos de alrededor en los bailes que se celebran por la tarde en la Plaza Mayor de la localidad y la posterior fiesta, que termina con el amanecer y con la llamada de las Dianas por parte de los jóvenes del pueblo a las 9 de la mañana. Todo esto, es repetido al día siguiente, en la que el motivo de la celebración será el Patrón del municipio, Santiago.

### Romería de la Virgen de Vega
Se celebra como tradición el primer sábado de septiembre y es organizada cíclicamente por los pueblos que forman la Mancomunidad de Patria, es decir, Huerta de Abajo, Huerta de Arriba, Tolbaños de Abajo y Tolbaños de Arriba. Tras el inicio de la ceremonia con las letanías, sale la figura de procesión portándola los habitantes del pueblo que lo organice. La ceremonia acaba con el canto de la Salve al estilo serrano, una particularidad que hace que haya gente que únicamente vaya a la romería para escuchar este canto. El día se desarrolla en la misma meseta de la ermita, aunque cuando cae la noche, el pueblo convocante recibe a todos los habitantes de los otros tres pueblos restantes en una fiesta que dura hasta el amanecer.

## Premio a la Mejor Labor de Conservación del Patrimonio

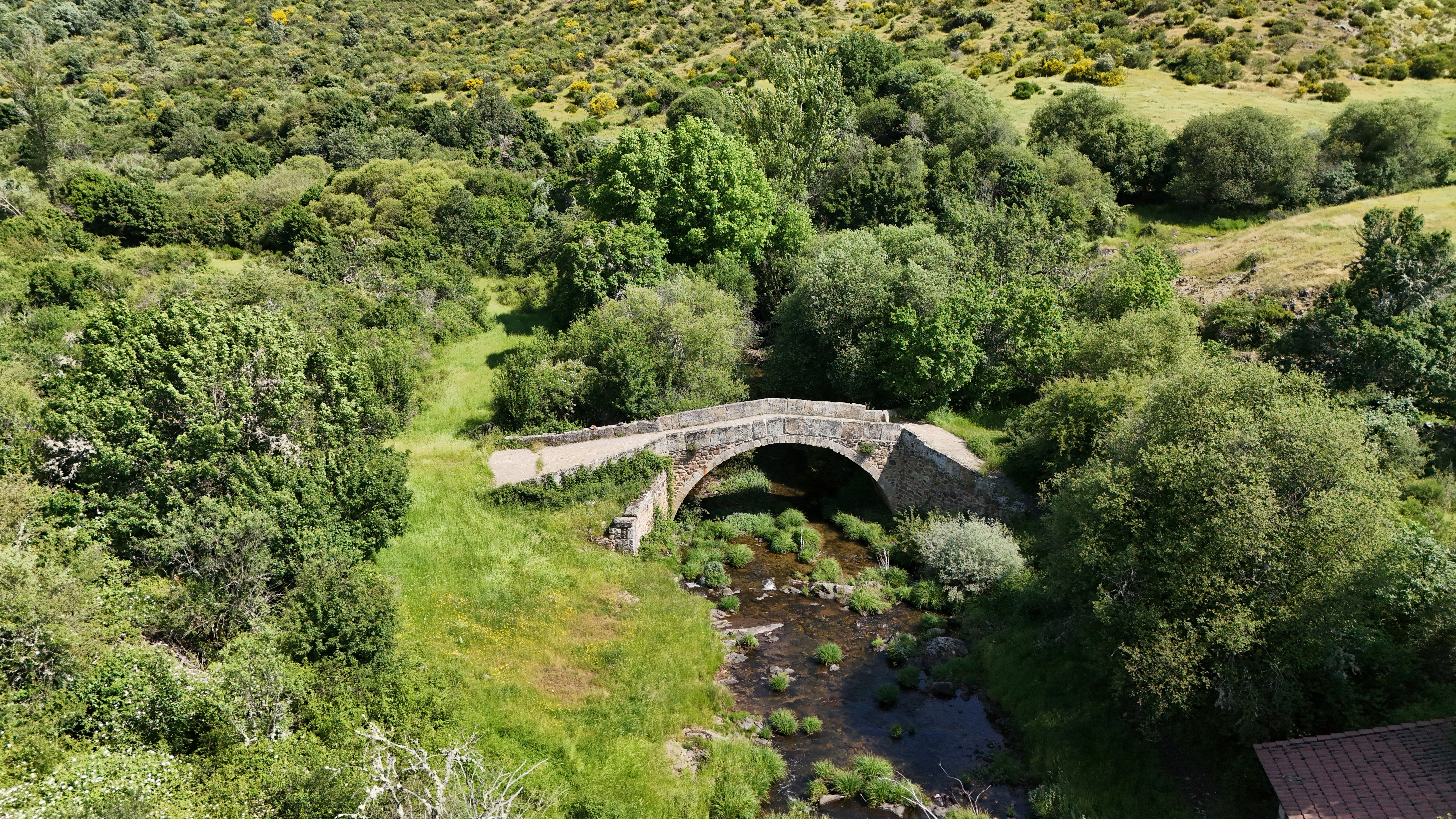
Puente sobre el río Tejero

Debido a la mejora notable de sus calles, el soterramiento de los cables, la adecuación y la ampliación de las Zonas Verdes, la Diputación Provincial de Burgos falló el Premio a la Mejor Labor de Conservación del Patrimonio Rural a favor de Huerta de Abajo, desbancando a otras localidades de la provincia burgalesa.
La transformación experimentada en Huerta de Abajo en estos últimos años es un hecho que salta a la vista. El asfaltado y remodelación de las calles, de las zonas verdes, la limpieza, recogida de residuos, o el mantenimiento de la tipología tradicional de los edificios, son aspectos que merecieron en 2007 la concesión del primer premio que anualmente otorga la Diputación a aquellos pueblos que más se esfuerzan por mejorar la calidad de vida de sus vecinos.
Aunque en el año 2000 se acometieron las reformas del alumbrado público, las obras de mayor envergadura en Huerta de Abajo comenzaron en el año 2003 y se extendieron hasta verano de 2005. La nueva conducción de aguas emprendida obligó a que las calles fueran levantadas y rehechas posteriormente. Las molestias que para la vida cotidiana causa una actuación de este calado se han visto recompensadas, visto el resultado final.